# Greif (Schiff, 1887)
Die Greif war ein ungepanzerter Aviso der Kaiserlichen Marine vor dem Ersten Weltkrieg.
Das Aufkommen der Torpedoboote im letzten Viertel des 19. Jahrhunderts bedeutete eine erhebliche Bedrohung der großen Kriegsschiffe. Die Greif war daher nicht nur, wie die Avisos vor ihr, als schneller Aufklärer und Depeschenschiff konzipiert, sondern auch für die Bekämpfung von Torpedobooten vorgesehen und bewaffnet. Mit einer Höchstgeschwindigkeit von 19 Knoten war sie schnell genug, Torpedoboote abzufangen; um jedoch diese Geschwindigkeit erreichen zu können, war ihre Bewaffnung derjenigen kontemporärer Kleiner Kreuzer erheblich unterlegen.

## Bau und Technische Daten
Das Schiff wurde im Jahre 1885 bei der Kieler Germaniawerft auf Kiel gelegt, lief am 29. Juli 1886 vom Stapel und wurde am 9. Juli 1887 in Dienst gestellt. Das Schiff war 102,6 Meter lang (99,5 Meter in der Wasserlinie) und 9,75 m breit und hatte einen Tiefgang von 4,22 m. Die Wasserverdrängung betrug 2266 Tonnen. Das Schiff hatte drei Schornsteine und zwei Masten, aber auf eine Hilfsbesegelung wurde erstmals bei einem deutschen Kreuzer verzichtet.

### Antrieb
Zwei 3-Zylinder-Verbunddampfmaschinen mit zweifacher Dampfdehnung, hergestellt von der Firma A.G. Germania in Berlin-Tegel, ergaben 5341 PSi und eine Höchstgeschwindigkeit von 19 Knoten. Damit galt die Greif zu dieser Zeit als das schnellste Schiff der Hochseeflotte. Der Dampf wurde in sechs Doppelender-Zylinderkesseln erzeugt, die von der Kaiserlichen Werft in Kiel zugeliefert wurden und in drei hintereinanderliegenden Kesselräumen aufgestellt waren. Der Aktionsradius betrug 2180 Seemeilen bei 12 Knoten Marschgeschwindigkeit. Im Jahr 1906 erfolgte der Austausch der Doppelenderkessel gegen acht Zylinderkessel, die in zwei Kesselräumen untergebracht wurden.

### Bewaffnung
Die Bewaffnung bestand zunächst aus zwei 10,5-cm-Ringkanonen (je eine vorn und achtern) und zehn 3,7-cm-Revolverkanonen. Ab 1891 wurden die beiden 10,5-cm-Geschütze durch acht 8,8-cm-Schnellladekanonen ersetzt und die 3,7 cm Kanonen auf nur noch vier reduziert. Mit dieser Umrüstung war das Schiff wesentlich besser für die Rolle geeignet, die in der britischen Royal Navy den neuen Torpedobootszerstörern zukam. Die Besatzung zählte 170–185 Mann.

## Laufbahn
Die Greif war nur bedingt hochseetüchtig, denn bei starkem Seegang kam sie schwer ins Rollen. Mit der zunehmenden Geschwindigkeit der Torpedoboote war die Greif bald nicht mehr als Torpedobootszerstörer brauchbar und wurde stattdessen als Schulschiff, Flottenaufklärer und Versuchsschiff benutzt.
Nach der Indienststellung unternahm die Greif bis Mitte September 1887 ausgedehnte Seeübungen im Bereich der Shetlandinseln und wurde danach, am 17. Oktober 1887, bereits wieder deaktiviert, um Verbesserungen auszuführen. Im März 1889 wurde sie reaktiviert, mehrfach von Kaiser Wilhelm II. für zeremonielle Zwecke genutzt, dann als Fischereischutzschiff und von Juni bis August 1889 als Begleit-, Depeschen- und Postschiff der kaiserlichen Yacht Hohenzollern auf der Nordkapreise des Kaisers eingesetzt. Nach Teilnahme an den Herbstmanövern der Hochseeflotte wurde sie am 30. September 1889 wieder außer Dienst gestellt und modernisiert. Am 1. November 1890 wurde sie reaktiviert und dem Torpedoversuchskommando zugeteilt. Von Juni bis August 1891 wurde die Greif bei der Kaiserlichen Werft in Kiel umgerüstet: die beiden 10,5-cm-Kanonen und sechs der zehn 3,7-cm-Revolverkanonen wurden entfernt und durch acht 8,8-cm-Geschütze ersetzt.
In der Folgezeit wechselten sich Flottendienst als Aufklärer und Depeschenschiff mit wiederholten Werftliegezeiten und Außerdienststellungen ab. Am 1. April 1899 wurde das veraltete Schiff aus der aktiven Flotte entfernt und als Schulschiff sowie zur Erprobung von Schiffsradiotechnik verwendet. Im September 1901 wurde es, seit 1899 wie alle noch verbliebenen Avisos als Kleiner Kreuzer reklassifiziert, in die Reserveflotte überstellt. Am 25. Oktober 1912 wurde die Greif aus der Liste der aktiven Schiffe gestrichen. Zu alt, um im Ersten Weltkrieg noch einmal reaktiviert zu werden, sah das Schiff 1917 noch einmal Dienst als Minenhulk. Es wurde 1921 in Hamburg verschrottet.

## Kommandanten
| Name                     | Zeitraum                          |
| ------------------------ | --------------------------------- |
| KL Johannes Hirschberg   | Juli 1887 bis Oktober 1887        |
| KL/KK Otto Flichtenhöfer | März 1889 bis September 1889      |
| Unbekannt (Überführung)  | Mai 1888                          |
| KL Max Rollmann          | November 1890 bis September 1891  |
| KK Paul Jaeschke         | September 1891 bis Januar 1892    |
| KL August Obenheimer     | Januar 1892 bis September 1892    |
| KK Carl Wodrig           | September 1892 bis April 1893     |
| KK Carl Wodrig           | Oktober 1893 bis April 1894       |
| KL Wilhelm Gildemeister  | April 1894 bis September 1894     |
| KZS Carl Wodrig          | September 1894 bis Oktober 1894   |
| KK Otto Mandt            | Mai 1897 bis Oktober 1897         |
| KK Heinrich Bredow       | Oktober 1897 bis September 1898   |
| KL/KK Leopold Schliebner | September 1898 bis September 1899 |
| KK Max Prowe             | September 1899 bis August 1900    |
| KK Ludwig Bruch          | August 1900 bis September 1900    |

## Sonstiges
- Die Greifstraße im Kieler Stadtteil Gaarden-Ost wurde nach der Greif benannt.[1]